# Verdenssøn
|  | Denne artikel er oprettet af botten PalnaBot ud fra en ekstern database. Den kan derfor have sproglige fejl eller mangler. Denne skabelon kan fjernes efter kontrol af indholdet. |

Verdenssøn er en kortfilm fra 2012 instrueret af Johan Knattrup Jensen efter manuskript af Johan Knattrup Jensen.

## Handling
Cecilie bliver lykkelig, da Michael endelig vender hjem fra psykiatrisk hospital. Han fortæller, at han er blevet rask. Det virker også sådan, men snart begynder små tegn at vise sig på det modsatte. Men Cecilie kæmper for at Michael skal forblive i deres verden og ikke forsvinde ind i sin egen. Film er baseret på historien om den danske digter, Michael Strunge.